# Wegom (Denderwindeke)

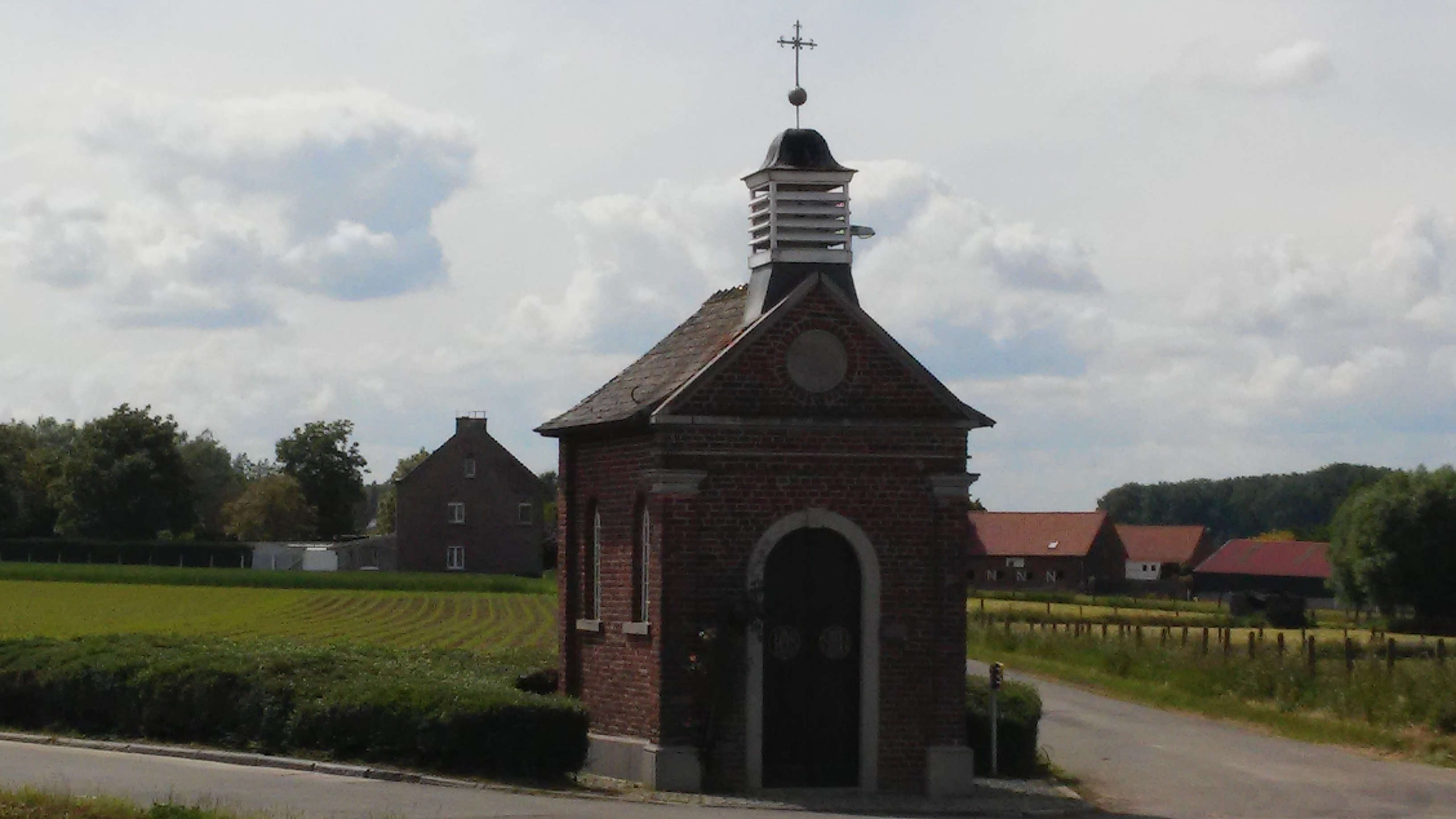
Neoclassicistische kapel

De Wegom van Onze-Lieve-Vrouw-van-Zeven-Weeën is een ommegang nabij Denderwindeke in de Belgische provincie Oost-Vlaanderen. De ommegang bevindt zich bij de Heirebaan en de Windekeveldweg. Elke derde zondag van september vindt de Wegom plaats.

## Geschiedenis
Het verhaal begint in december 1811 als pastoor De Clerck aan zijn parochianen voorstelt om een ‘Broederschap van barmhartigheid ter ere van Onze-Lieve-Vrouw van Zeven Weeën’ op te richten. Dat broederschap moet vanaf 1812 zorgen voor een waardige begrafenis van alle arme en behoeftige parochianen. Wanneer de gemeente in 1866-1867 wordt getroffen door een cholera-epidemie, beslist pastoor De Neve met het broederschap een ommegang te houden langs de bestaande kapelletjes op het Winnikveld. De ommegang heeft succes en de kapellenbouw gaat in stijgende lijn. Nog voor het eerste eeuwfeest van het broederschap in 1912 zijn er twaalf kapelletjes opgericht die verwijzen naar de zeven weeën van Maria.

## Verloop
Elke derde zondag van september wordt de ‘Wegom gedaan’ om de choleraplaag te herdenken. Na een misviering wordt het Mariabeeld al biddend door de glooiende akkers rondgedragen en wordt aan elke kapel even haltgehouden. De kapelletjes bevinden zich midden van de velden en de route volgt een driehoekig tracé. 
Het betreft een negental veldkapelletjes, waaronder:
- Een neogotische kapel van 1873,
- Een bakstenen kapel van 1921,
- Een zandstenen niskapelletje van 1768,
- Een neogotische kapel van 1885,
- Twee eenvoudige kapellen in neogotische en neoromaanse stijl,
- Een betreedbare neoclassicistische kapel van 1871, met dakruiter.50.800421" longitude="4.01277781